# Canal de Katajanokka
Le Canal de Katajanokka (finnois : Katajanokan kanava) est un canal sans écluse, situé dans le quartier de Katajanokka à Helsinki en Finlande.

## Description
Le canal sépare Katajanokka du centre ville d'Helsinki.
À l'origine, Katajanokka était le nom d'une péninsule mais au tournant des années 1830 et 1840 on creuse un canal entre le Port sud d'Helsinki et le Port nord.
Sa construction est réalisée par des prisonniers civils de Suomenlinna.
Un pont en bois sera construit enjambant le canal.
Le canal est rénové dans les années 1862–1866 et on reconstruit un pont en métal.
Au début des années 1990 on construit un nouveau pont capable de supporter les véhicules modernes.
Le canal porte un panneau indiquant une profondeur de 0.0 mètres et on ne peut le traverser qu'en barque ou en canot.